# Ткацький вузол

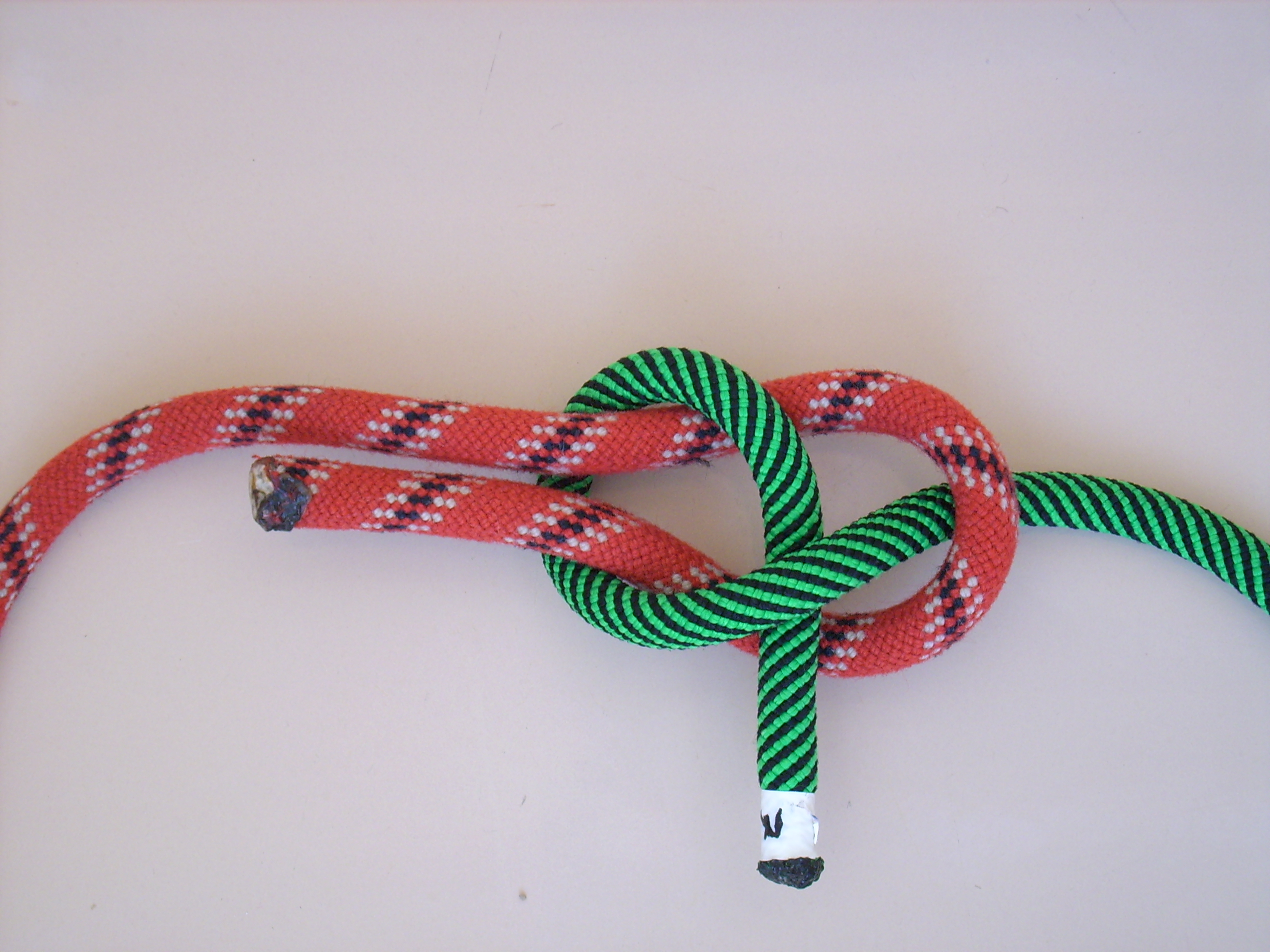
Шкотовий вузол

Шкотовий вузол — використовується для зв'язування мотузок однакової або різної товщини, на які не діють великі навантаження. Зав'язавши на кінці  контрольний вузол так він стане безпечніше, цей вузол є підготовкою до в'язання бром шкотового і академічного вузла.

## Інтернет-ресурси
- Грабовський Ю. А., Скалій О. В., Скалій Т. В. Спортивний туризм